# Premio Wihuri Sibelius
El Premio Wihuri Sibelius de música, es un premio otorgado por la Fundación Wihuri de Premios Internacionales a destacados compositores que han llegado a ser internacionalmente conocidos y reconocidos. El Premio Wihuri Sibelius es uno de los premios más importantes y prestigiosos de la música en el mundo de la música clásica. El primer premio fue otorgado en 1953 al compositor finlandés Jean Sibelius, a partir de quien toma su nombre el premio. En el año 2015, la fundación otorgó un total de 16 Premios Wihuri Sibelius. El premio más reciente asciende a €150.000. El ganador es seleccionado por un comité de cinco miembros que se compone de expertos de instituciones de música finlandesa. Este mismo, puede ser otorgado a particulares o a organizaciones, independientemente de su nacionalidad, religión, raza o idioma.

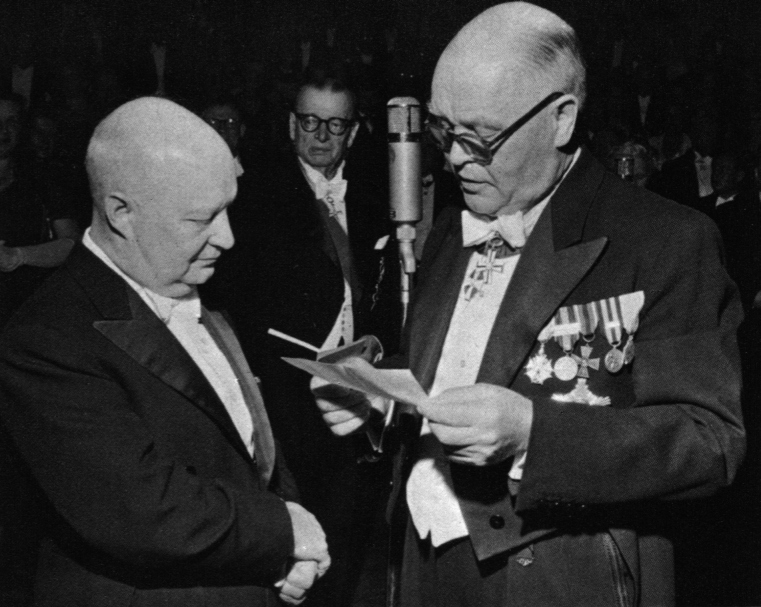
Antti Wihuri entrega del Premio Wihuri Sibelius a Paul Hindemith en 1955. En la parte posterior aparece el presidente Juho Kusti Paasikivi.

## Ganadores
| 1953           | Jean Sibelius         |                     | Finlandia         |      |                      |  |         |
| 1955           | Paul Hindemith        |                     | Alemania Oriental |      |                      |  |         |
| 1958           | Dmitri Schostakovich  |                     | Unión Soviética   |      |                      |  |         |
| 1963           | Igor Stravinsky       | Igor Stravinsky     | Unión Soviética   |      |                      |  |         |
| 1965           | Benjamin Britten      | Benjamin Britten    | Reino Unido       |      |                      |  |         |
| 1965           | Erik Bergman          | Erik Bergman        | Finlandia         |      |                      |  |         |
| 1965           | Usko Meriläinen       |                     | Finlandia         |      |                      |  |         |
| 1965           | Einojuhani Rautavaara |                     | Finlandia         |      |                      |  |         |
| 1971           | Olivier Messiaen      |                     | Francia           |      |                      |  |         |
| 1973           | Witold Lutoslawski    |                     | Polonia           |      |                      |  |         |
| 1973           | Joonas Kokkonen       |                     | Finlandia         |      |                      |  |         |
| 1982           | Ida Haendel           |                     | -                 | 1983 | Krzysztof Penderecki |  | Polonia |
| Aulis Sallinen |                       | Finlandia           |                   | 1983 |                      |  |         |
| 2000           | György Ligeti         |                     | Hungría/ Austria  |      |                      |  |         |
| 2003           | Magnus Lindberg       |                     | Finlandia         |      |                      |  |         |
| 2006           | Per Nørgård           |                     | Dinamarca         |      |                      |  |         |
| 2009           | Kaija Saariaho        |                     | Finlandia         |      |                      |  |         |
| 2012           | György Kurtág         |                     | Hungría           |      |                      |  |         |
| 2015           | Harrison Birtwistle   | Harrison Birtwistle | Reino Unido       |      |                      |  |         |
| 2017           | Unsuk Chin            |                     | Corea del Sur     |      |                      |  |         |

[actualizar]